# Липинський Володимир Казимирович
Липинський Володимир Казимирович (1887—1976) — український лікар, молодший брат відомого українського політичного діяча, історика, публіциста і теоретика українського консерватизму В'ячеслава Липинського.

## Навчання

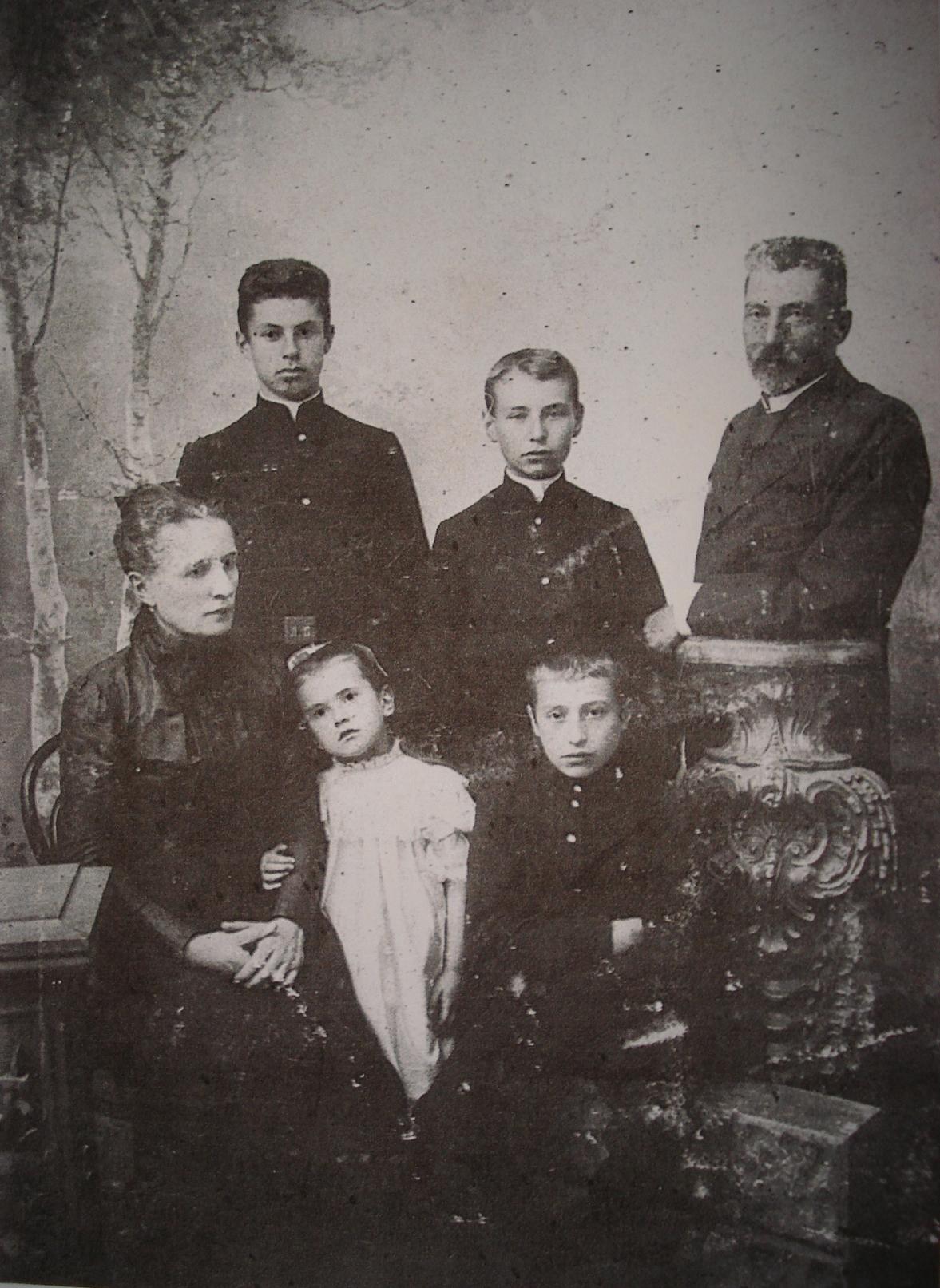
Володимир Липинський разом із родиною, кінець XIX століття

У 1916 році отримав медичну освіту у Київському університеті. Проживав у Києві на вулиці Фундуклеївській 52 (нині — вулиця Богдана Хмельницького). Його брат В'ячеслав Липинський, під час відвідування Києва зупинявся у нього. 

## Діяльність
Володимир Липинський працював у Луцьку повітовим лікарем, а в роки Першої світової війни — військовим лікарем. Один із перших мешканців Луцька який має автомобіль та входив у перелік перших мешканців Луцька які отримали персональний телефонний номер. 
За польської влади працює луцьким доктором (лікар-дерматолог), член правління Волинського окружного товариства лікарів, виборний секретар Луцького лікарського товариства, учасник всепольського з’їзду лікарів, що проходив у Луцьку у 1924 році. 
У Луцьку на вулиці Богдана Хмельницького зберігся дім, який у 1928 році збудував Липинський «за образом і подобою» затурцівського родинного маєтку. 
З 1944 році мешкав у Варшаві, Кракові, згодом — Сопоті, де працював лікарем-дерматологом.

## Родина
Його син Казимир обрав професію батька, вступивши до Львівського медичного інституту. Але згодом поїхав до Варшави разом із дружиною Марією, яка там навчалася. Після смерті Марії одружився вдруге. Від першого шлюбу в нього донька Єва, а від другого – син Мартін.